# Голина
Голина (пол. Golina, нем. Gohlen am Warthe) — город в Польше, входит в Великопольское воеводство, Конинский повят. Имеет статус городско-сельской гмины. 
Расположен на берегу реки Варты. Занимает площадь 3,57 км². Население 4366 человек (на 2004 год).